# موريتز لانيغر
موريتز لانيغر (بالألمانية: Moritz Lanegger)‏ مواليد 29 مارس 1990 في غراتس، هو لاعب كرة سلة نمساوي. بدأ مسيرته الاحترافية في سنة 2006. يلعب في الدوري النمساوي لكرة السلة كلاعب هجوم خلفي. يحمل الرقم 8. يبلغ طوله 6 قدم 3 بوصة (1.9 م). لعب مع كابفنبيرغ بولز وكلوسترنبيرغ دوكز.

## الإنجازات
- كأس النمسا لكرة السلة (1): 2013
- كأس السوبر النمساوية لكرة السلة (2): 2012، 2013

## روابط خارجية
- موريتز لانيغر على موقع الاتحاد الدولي لكرة السلة (الإنجليزية)
- موريتز لانيغر على موقع كرة السلة الأوروبية.كوم (الإنجليزية)
- موريتز لانيغر على موقع ريلجم (الإنجليزية)
- موريتز لانيغر على موقع بروبوليرز (الإنجليزية)